# Myš bodlinatá
Myš bodlinatá (Acomys cahirinus), také bodlinatka egyptská nebo myš ostnosrstá, je druh hlodavce z čeledi myšovitých.

## Popis
Jedná se o poměrně velký druh hlodavce. Velikost těla je od 9 do 13 cm. Ocas je stejně dlouhý. Váží 60–80 g. Na hřbetě má bodliny, podle kterých dostala název. Bodliny jsou uvnitř duté
Aktivní jsou hlavně v noci a za soumraku, především sexuálně. Březost trvá 36–39 dní. Mláďata se rodí osrstěná, vidí a jsou velmi brzy schopná sama vylézt z nory a běhat.
Myš bodlinatá žije v malých společenstvích.

## Výskyt
Vyskytuje se na severu Afriky a na Středním východě hlavně v Libyi, Egyptě, Súdánu, Etiopii a v Džibutsku.
Její přírodní stanoviště jsou skalnaté nebo keřovité oblasti a teplé pouště, polopoušti nebo stepi.

## Chov v zoo
Tento druh je chován v přibližně 50 evropských zoo. V Česku se jedná o následující zařízení:
- Zoo Dvůr Králové
- Zoo Liberec
- Zoo Plzeň – bodlinatka egyptská tmavá, bodlinatka čadská
- Zoo Praha – bodlinatka egyptská tmavá
- Přírodovědné centrum Hradec Králové
- Ekocentrum Zahrada Mladá Boleslav
- Biopark Teplice

### Chov v Zoo Praha
První jedinci dorazili do Zoo Praha v roce 2003 ze Zoo Plzeň. Právě pražská a plzeňská zoo jsou jediné zoo v Česku, které chovají tmavou variantu bodlinatek egyptských. V roce 2017 Zoo Praha odchovala 7 mláďat tohoto druhu. Ke konci roku 2017 bylo chováno 16 jedinců. V průběhu roku 2018 bylo odchováno 16 mláďat a na konci daného roku zoo chovala 26 jedinců. V dubnu 2020 přišlo na svět další z mnoha mláďat.
Tento druh je k vidění v pavilonu Afrika zblízka v horní části zoo.